# Katarzyna Zdziebło
Katarzyna Zdziebło, född 28 november 1996 i Mielec, är en polsk gångare.
Hennes syster, Anna Zdziebło, är också en gångare.

## Karriär
I juli 2022 vid VM i Eugene tog Zdziebło silver på 20 kilometer gång efter ett lopp på 1 timme, 27 minuter och 31 sekunder, vilket blev ett nytt polskt rekord. Hon följde upp det med att ta ännu ett silver på den nya mästerskapsgrenen 35 kilometer gång efter ett lopp på 2 timmar, 40 minuter och 3 sekunder, vilket blev ett nytt polskt rekord samt en ökning av hennes personbästa med nästan 10 minuter. Följande månad vid EM i München tog Zdziebło även silver på 20 kilometer gång.

## Tävlingar

### Internationella
| År                 | Tävling                   | Plats              | Placering          | Gren               | Tid                |
| Tävlande för Polen | Tävlande för Polen        | Tävlande för Polen | Tävlande för Polen | Tävlande för Polen | Tävlande för Polen |
| ------------------ | ------------------------- | ------------------ | ------------------ | ------------------ | ------------------ |
| 2013               | Ungdomsvärldsmästerskapen | Donetsk            | 8:e                | 5 000 m gång       | 23.50,37           |
| 2014               | Juniorvärldsmästerskapen  | Eugene             | 11:e               | 10 000 m gång      | 47.10,01           |
| 2015               | Junioreuropamästerskapen  | Eskilstuna         | 10:e               | 10 000 m gång      | 46.31,38           |
| 2018               | Europamästerskapen        | Berlin             | 21:a               | 20 km gång         | 1:36.01            |
| 2019               | Sommaruniversiaden        | Neapel             | 8:e                | 20 km gång         | 1:38.56            |
| 2019               | Världsmästerskapen        | Doha               | 21:a               | 20 km gång         | 1:38.44            |
| 2021               | Olympiska sommarspelen    | Tokyo              | 10:e               | 20 km gång         | 1:31.29            |
| 2022               | Världsmästerskapen        | Eugene             | 2:a                | 20 km gång         | 1:27.31            |
| 2022               | Världsmästerskapen        | Eugene             | 2:a                | 35 km gång         | 2:40.03            |
| 2022               | Europamästerskapen        | München            | 2:a                | 20 km gång         | 1:29.20            |
| 2023               | Världsmästerskapen        | Budapest           | –                  | 20 km gång         | 0DSQ0              |
| 2023               | Världsmästerskapen        | Budapest           | –                  | 35 km gång         | 0DSQ0              |
| 2024               | Europamästerskapen        | Rom                | –                  | 20 km gång         | 0DSQ0              |
| 2024               | Olympiska sommarspelen    | Paris              | 30:e               | 20 km gång         | 1:33.52            |

### Nationella
| - Polska friidrottsmästerskapen (utomhus): - 2018: Silver – 5 000 meter gång (23.19,65, Lublin) - 2018: Silver – 20 km gång (1:37.06, Warszawa) - 2019: Guld – 5 000 meter gång (22.23,64, Radom) - 2019: Guld – 20 km gång (1:34.48, Mielec) - 2020: Guld – 5 000 meter gång (21.13,69, Włocławek) - 2020: Guld – 20 km gång (1:30.41, Warszawa) - 2021: Guld – 20 km gång (1:33.43, Siedlce) - 2022: Guld – 5 000 meter gång (21.29,23, Suwałki) - 2022: Guld – 20 km gång (1:30.11, Sulejówek) - 2022: Guld – 35 km gång (2:49.37, Opole) - 2023: Guld – 35 km gång (2:48.53, Dudince) - 2023: Silver – 5 000 meter gång (21.44,29, Gorzów Wielkopolski) - 2024: Guld – 20 km gång (1:31.18, Warszawa) - 2025: Guld – 20 km gång (1:30.33, Warszawa) - 2025: Guld – 35 km gång (2:46.59, Dudince) | - Polska friidrottsmästerskapen (inomhus): - 2015: Brons – 3 000 meter gång (12.55,68, Toruń) - 2018: Guld – 3 000 meter gång (12.54,93, Toruń) - 2019: Brons – 3 000 meter gång (13.19,81, Toruń) - 2020: Silver – 3 000 meter gång (12.56,51, Toruń) - 2021: Guld – 3 000 meter gång (12.39,95, Toruń) - 2022: Guld – 3 000 meter gång (12.35,45, Rzeszów) - 2023: Guld – 3 000 meter gång (12.47,20, Toruń) - 2025: Guld – 3 000 meter gång (12.45,7, Toruń) |

## Personliga rekord
| Utomhus - 5 000 meter gång – 21.13,69 (Włocławek, 29 augusti 2020) - 10 000 meter gång – 44.08,43 (Warszawa, 27 mars 2024) - 10 km gång – 46.04 (Zaniemyśl, 18 april 2015) 0NRJ0 - 20 km gång – 1:27.31 (Eugene, 15 juli 2022) 0NR0 - 35 km gång – 2:40.03 (Eugene, 22 juli 2022) 0NR0 | Inomhus - 3 000 meter gång – 12.27,97 (Rzeszów, 8 februari 2025) |